# Сану Шарма
Сану Шарма (неп. सानु शर्मा, енгл. Sanu Sharma; Катманду, Непал) — аустралијска романописац и аутор кратких прича, рођена у Непалу. Објавила је шест романа и збирку прича. Њена збирка прича Екадесхмаа ушла је у ужи избор за награду Мадан Пураскар 2018.

## Младост
Сану Шарма је рођена у Прасути Гриху, државном породилишту у Катмандуу. Одрасла је и у Катмандуу и у Терају (Непал). Касније се сели у Аустралију и тамо и данас живи.

## Каријера
Шарма је објавила свој први роман „Ардхавирам“ 2003. године, а други роман, „Џитко Парибхаша“, 2010. године. Њен трећи роман, „Артха“, изашао је 2011. године.
У 2017. години Шарма је издала свој четврти роман „Биплави“, а 2018. године објављује своју пету књигу - прву збирку прича „Екадешма“. „Екадешма“ је привукла пажњу широког аудиторијума и стекла признање од већег броја читалаца и критичара. Касније је била номинована за књижевну награду Мадан Пураскар, која се сматра најзначајнијом у непалској књижевности.
Након успеха „Екадешмаа“ Шарма је издала свој пети роман „Уткарша“ и шести „Фарак“ у 2021. и 2022. години.
Сану Шарма је такође поет, текстописац и писац газела. Неке од њених газела су објављене у колаборативној књизи 'Каифијат 2.' Нjене текстове су извели разноврсни певачи, под музичким аранжманима непалских музичара. Нjене оригиналне непалске песме су преведене на друге језике и објављене на више локација.

#### Романи
- 2003 — Ардхавирам
- 2010 — Джитко Парибхаша
- 2011 — Артха
- 2017 — Биплави
- 2021 — Уткарша
- 2022 — Фарак
- 2023 — Ти сат дин

#### Збирке прича
- 2018 — Екадешма